# Tom Lockyer
Thomas Alun Lockyer (Cardiff, Gales, 3 de diciembre de 1994), conocido como Tom Lockyer, es un futbolista británico que juega de defensa.

## Trayectoria
Se unió a las categorías inferiores del Cardiff City F. C. a los 11 años y allí estuvo hasta que cumplió 16, cuando el club decidió prescindir de él por ser demasiado bajo para jugar en el centro de la zaga. Entonces fichó por el Bristol Rovers F. C., club con el que firmó su primer contrato profesional en mayo de 2013 aunque ya había disputado algunos partidos con el primer equipo desde el mes de enero de ese mismo año. Allí estuvo hasta el término de la temporada 2018-19, momento en el que finalizaba su contrato con la entidad. A raíz de ello, el Charlton Athletic F. C. anunció el 28 de junio de 2019 su incorporación para las siguientes dos temporadas. El 1 de septiembre de 2020, tras haber descendido a League One en su primer año en el equipo londinense, fichó por el Luton Town F. C.
En la campaña 2022-23 fue incluido en el equipo ideal de la EFL Championship y fue nombrado mejor jugador del club. Alcanzaron los playoffs y marcó en el partido de vuelta de las semifinales ante el Sunderland A. F. C. el gol que los clasificaba para la final. En este encuentro salió de titular, pero no completó la primera parte al desvanecerse sobre el terreno de juego, por lo que fue trasladado al hospital y desde allí celebró el ascenso a la Premier League. Días después se supo que sufrió una fibrilación auricular de la que fue operado y no le iba a impedir seguir con su carrera, que la continuó en el mismo club tras renovar su contrato a inicios de julio.
El 16 de diciembre de 2023 volvió a quedar inconsciente durante un partido de la Premier League ante el AFC Bournemouth. Este hecho ocurrió cerca de la hora de juego y el encuentro fue suspendido. En agosto de 2024 volvió a los entrenamientos, y en diciembre iba a reaparecer con el equipo de desarrollo, pero no pudo hacerlo al sufrir una lesión en la rodilla. Al final de temporada quedó libre, pero continuó en el club siguiendo con el proceso de rehabilitación.

## Selección nacional
En junio de 2017 fue convocado por primera vez con la selección absoluta de Gales para el partido de clasificación para el Mundial 2018 ante Serbia. Su debut se produjo unos meses más tarde, el 14 de noviembre, en un amistoso ante Panamá que finalizó en empate a uno.
Tras haber quedado fuera de la lista definitiva para participar en la Eurocopa 2020, el 31 de mayo de 2021 fue convocado para el torneo en reemplazo del lesionado James Lawrence. En noviembre del año siguiente fue citado para disputar el Mundial 2022.

### Participaciones en Copas del Mundo
| Mundial      | Sede  | Resultado    | Partidos | Goles |
| ------------ | ----- | ------------ | -------- | ----- |
| Mundial 2022 | Catar | Primera fase | 0        | 0     |

### Participaciones en Eurocopas
| Copa          | Sede   | Resultado        | Partidos | Goles |
| ------------- | ------ | ---------------- | -------- | ----- |
| Eurocopa 2020 | Europa | Octavos de final | 0        | 0     |

## Clubes
| Club                    | País       | Año       |
| ----------------------- | ---------- | --------- |
| Bristol Rovers F. C.    | Inglaterra | 2013-2019 |
| Charlton Athletic F. C. | Inglaterra | 2019-2020 |
| Luton Town F. C.        | Inglaterra | 2020-2025 |

## Palmarés

### Distinciones individuales
| Distinción                                         | Año  |
| -------------------------------------------------- | ---- |
| Equipo ideal de la EFL Championship                | 2023 |
| Mejor jugador de la temporada del Luton Town F. C. | 2023 |